# Liste der Baudenkmale in Lindenberg (Vorpommern)
In der Liste der Baudenkmale in Lindenberg sind alle denkmalgeschützten Bauten der Gemeinde Lindenberg (Mecklenburg-Vorpommern) und ihrer Ortsteile aufgelistet. Grundlage ist die Veröffentlichung der Denkmalliste des Landkreises Mecklenburgische Seenplatte (Auszug) vom 20. Januar 2017.

## Baudenkmale nach Ortsteilen

### Lindenberg
| ID  | Lage                    | Bezeichnung                     | Beschreibung | Bild                   |
| --- | ----------------------- | ------------------------------- | ------------ | ---------------------- |
| 637 | Rellyner Straße 20      | Gasthof                         |              | Gasthof                |
| 638 | Rellyner Straße 18, 18a | ehem. Küsterhaus (Gemeindehaus) |              |                        |
| 639 | Rellyner Straße 13      | Pfarrhaus                       |              | Pfarrhaus              |
| 640 | Rellyner Straße         | Kriegerdenkmal 1914/18          |              | Kriegerdenkmal 1914/18 |
| 641 | Rellyner Straße (Karte) | Kirche mit                      |              | Weitere Bilder         |
| 641 |                         | Feldsteintrockenmauer           |              | Feldsteintrockenmauer  |

### Krusemarkshagen
| ID  | Lage                   | Bezeichnung             | Beschreibung | Bild |
| --- | ---------------------- | ----------------------- | ------------ | ---- |
| 610 | Krusemarkshagen 14, 15 | Wohnhaus (ehem.Gasthof) |              |      |

## Quelle
- Karte der Baudenkmale im Geoportal des Landkreises